# Tężnia

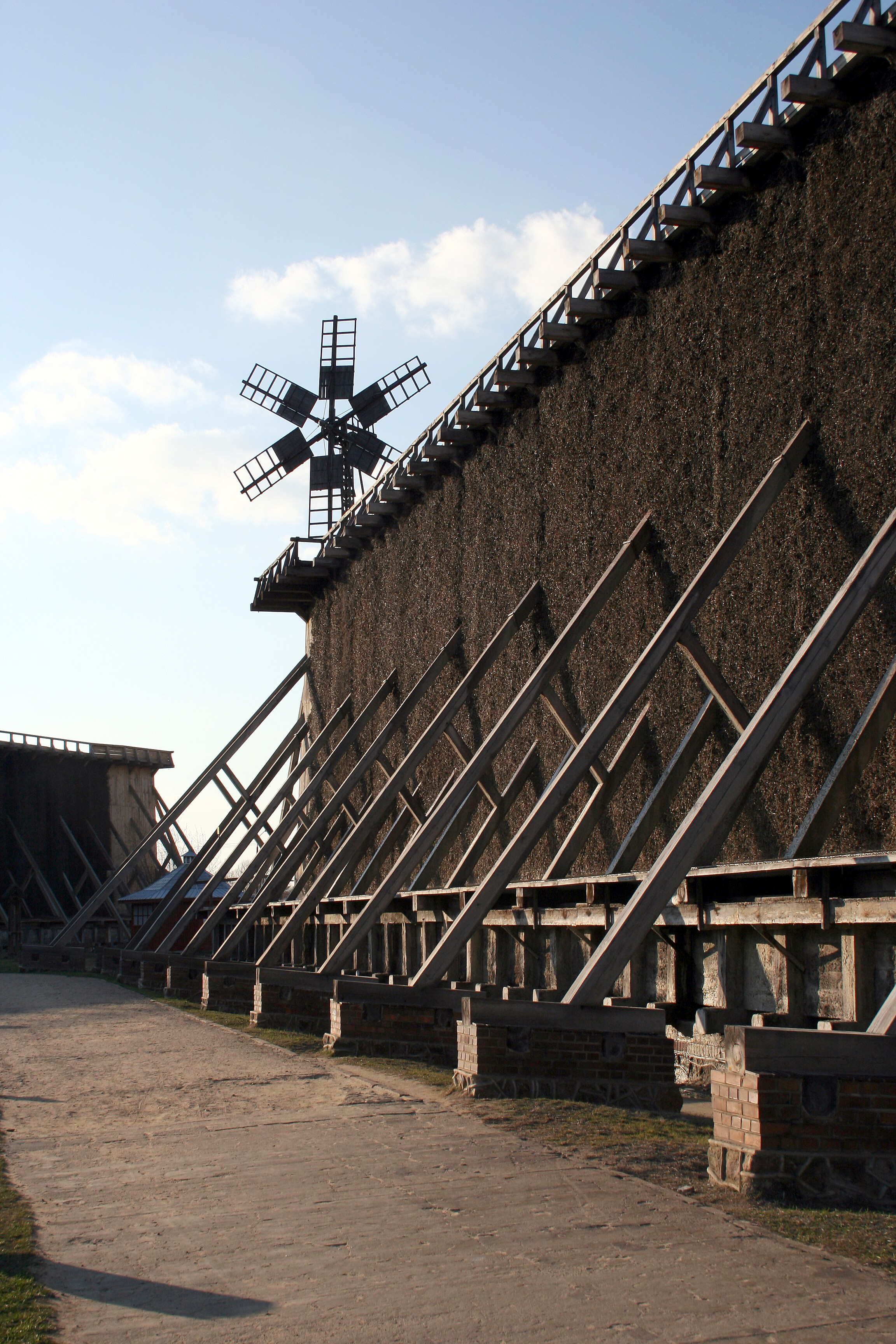
Tężnia w Ciechocinku

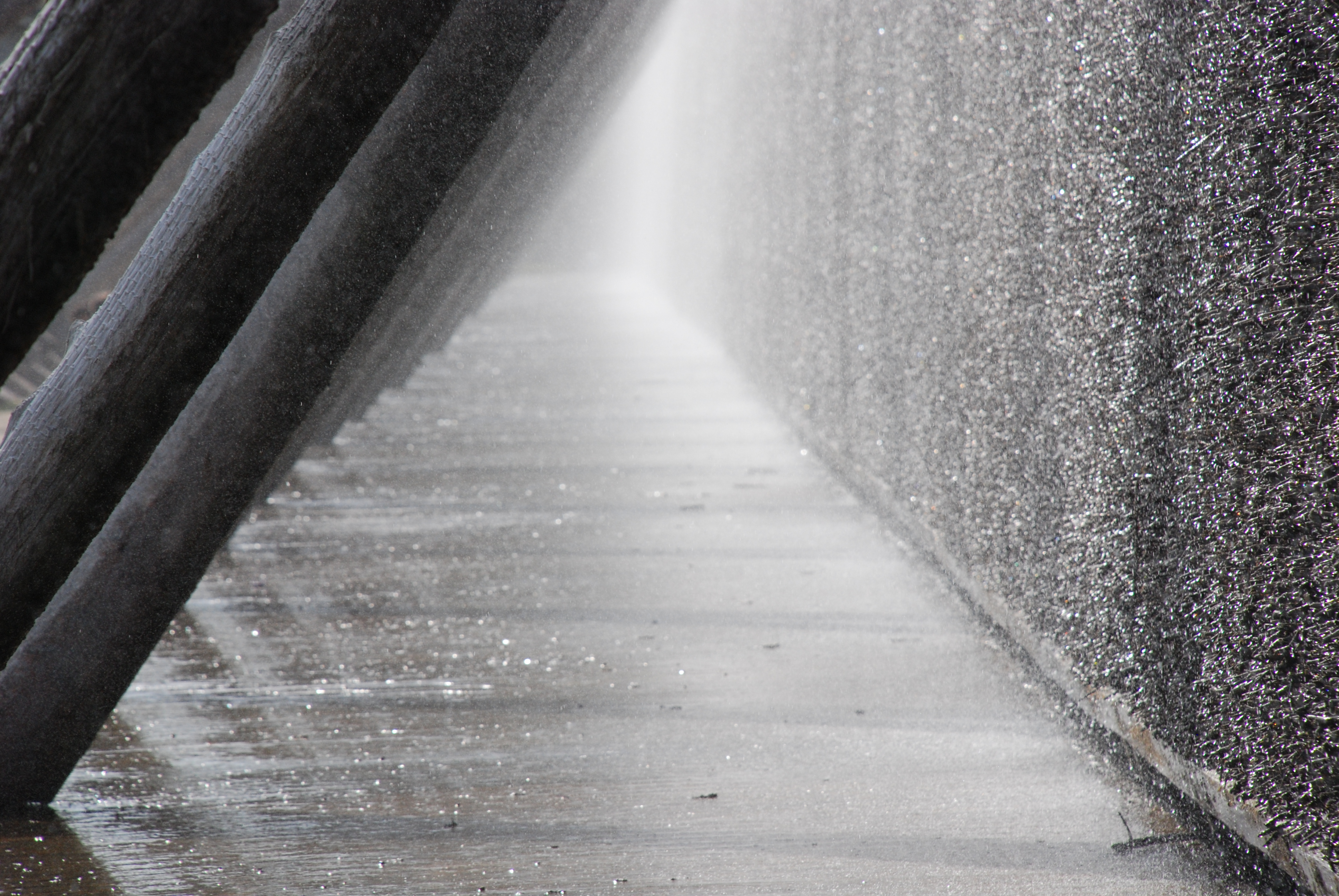
Aerozol powstały w wyniku działania tężni

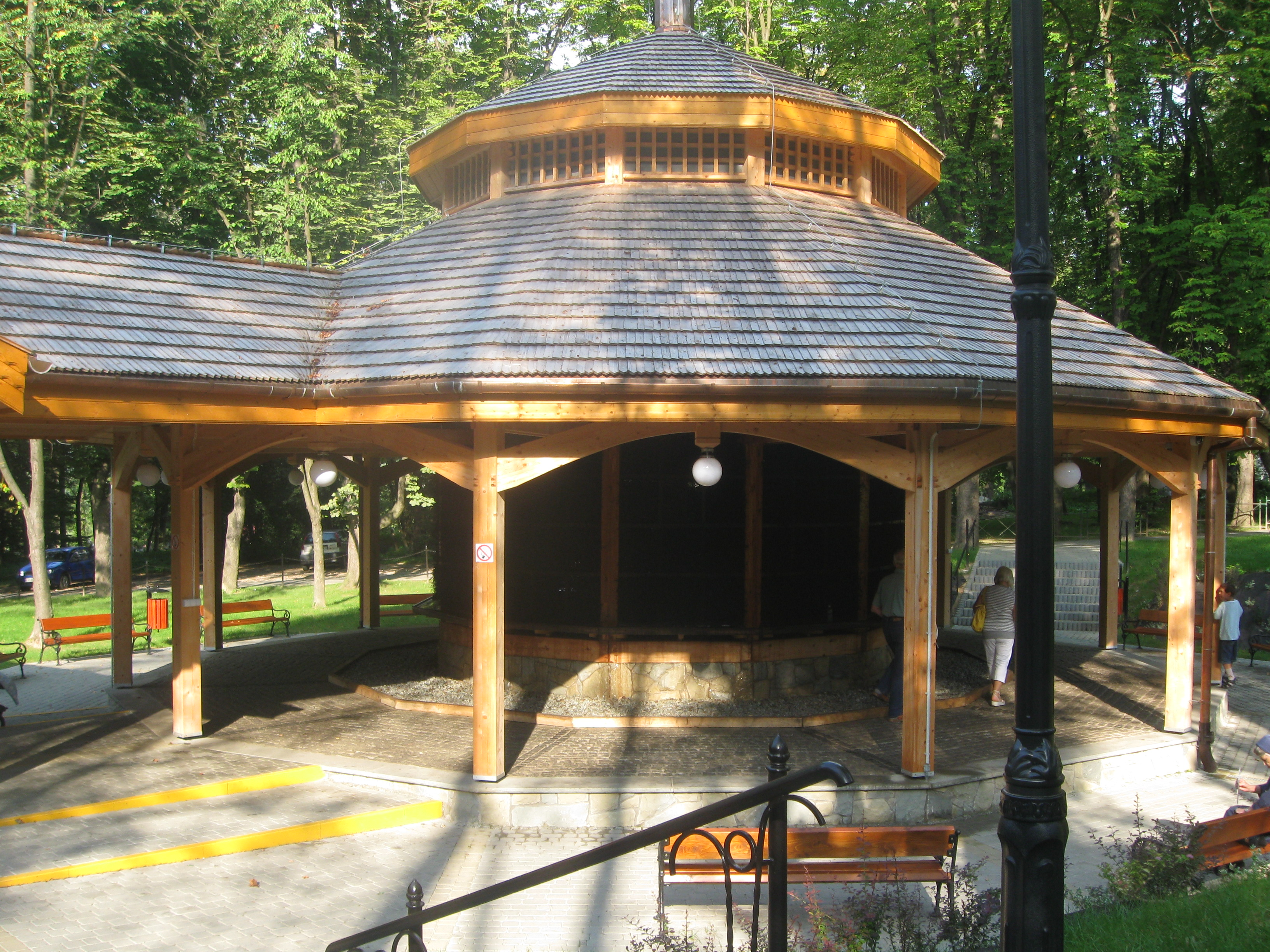
Tężnia w Rabce-Zdroju

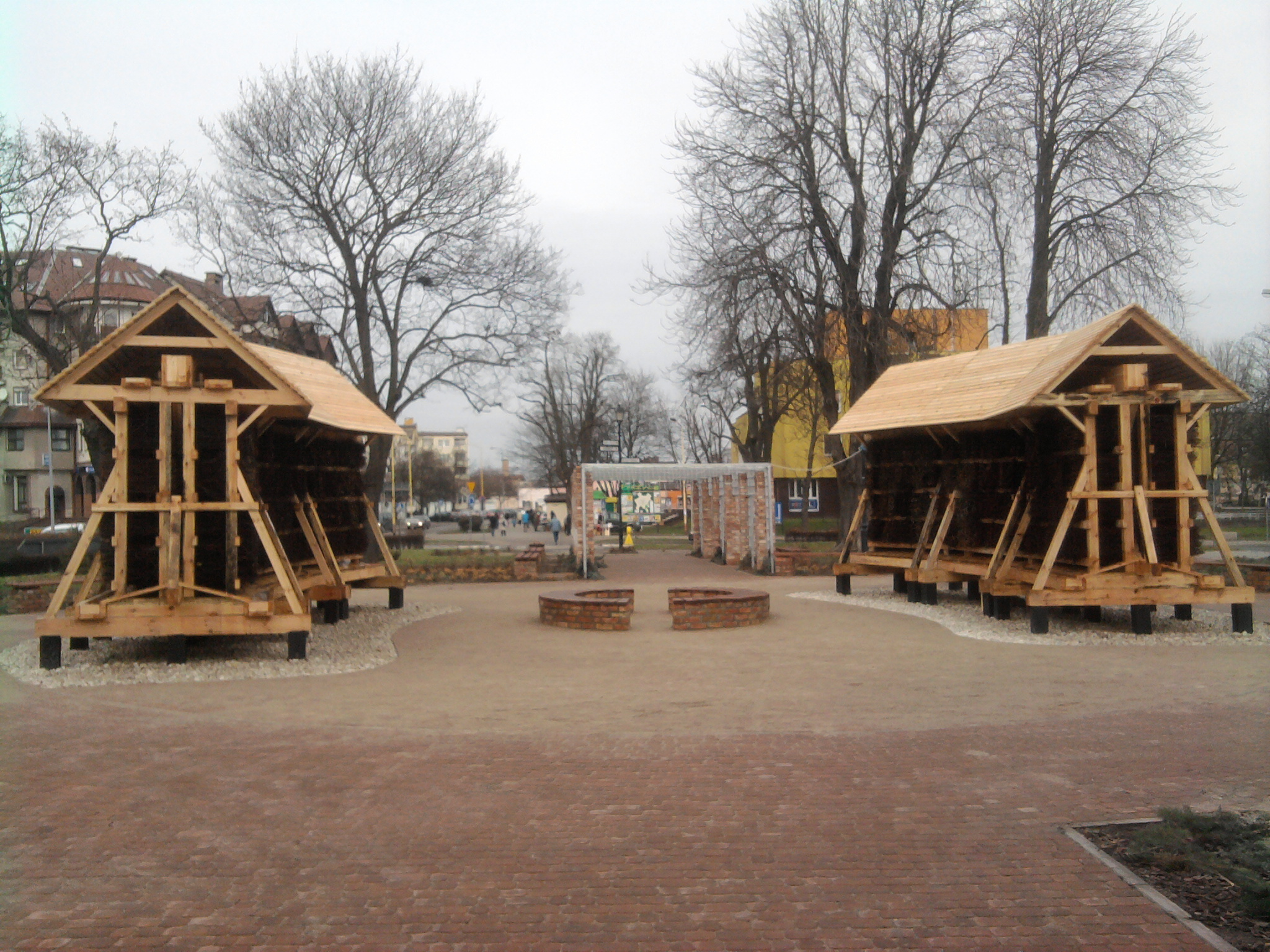
Mini tężnie na Placu Wolności w Pyrzycach

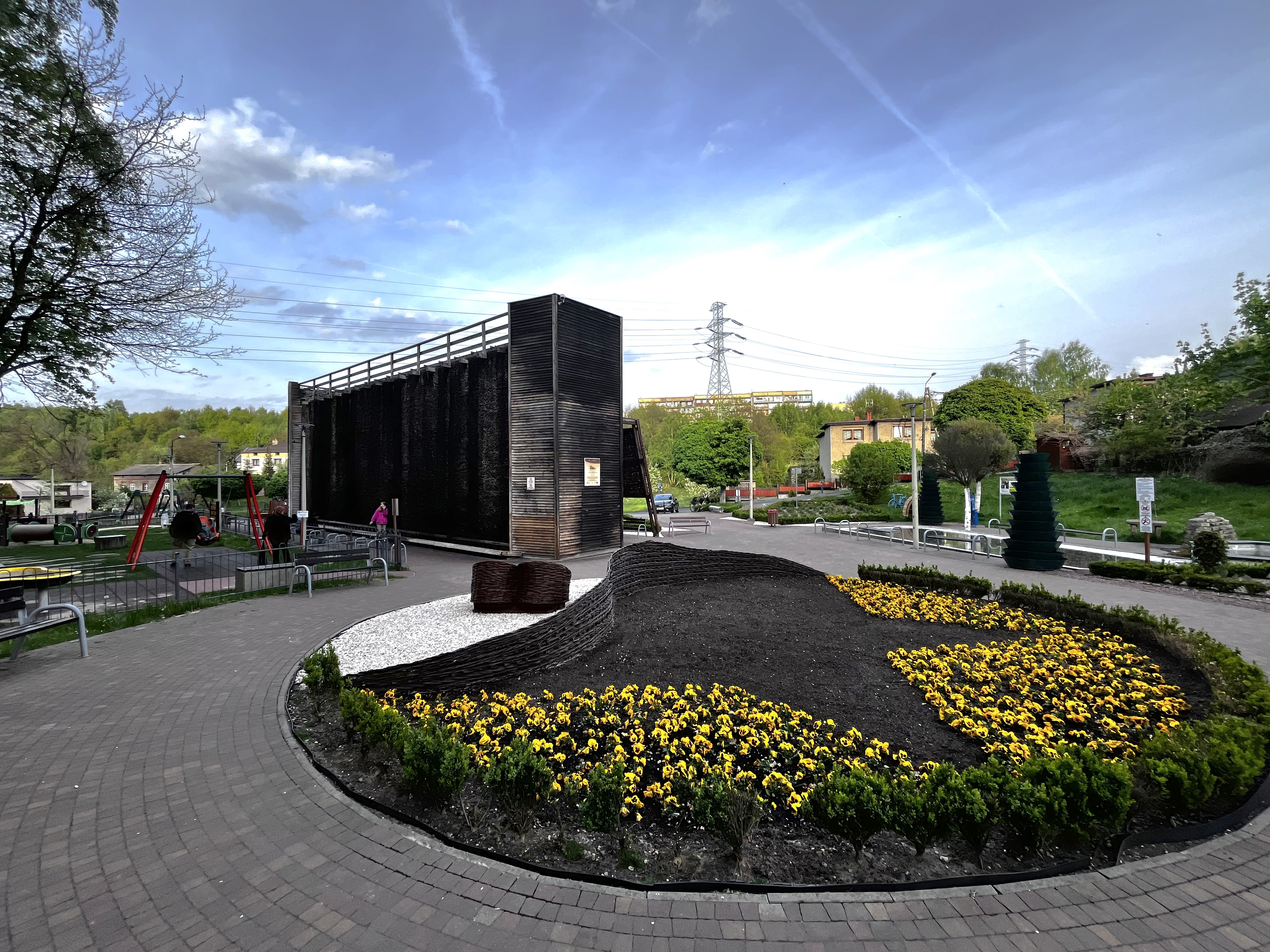
Tężnia w Radlinie

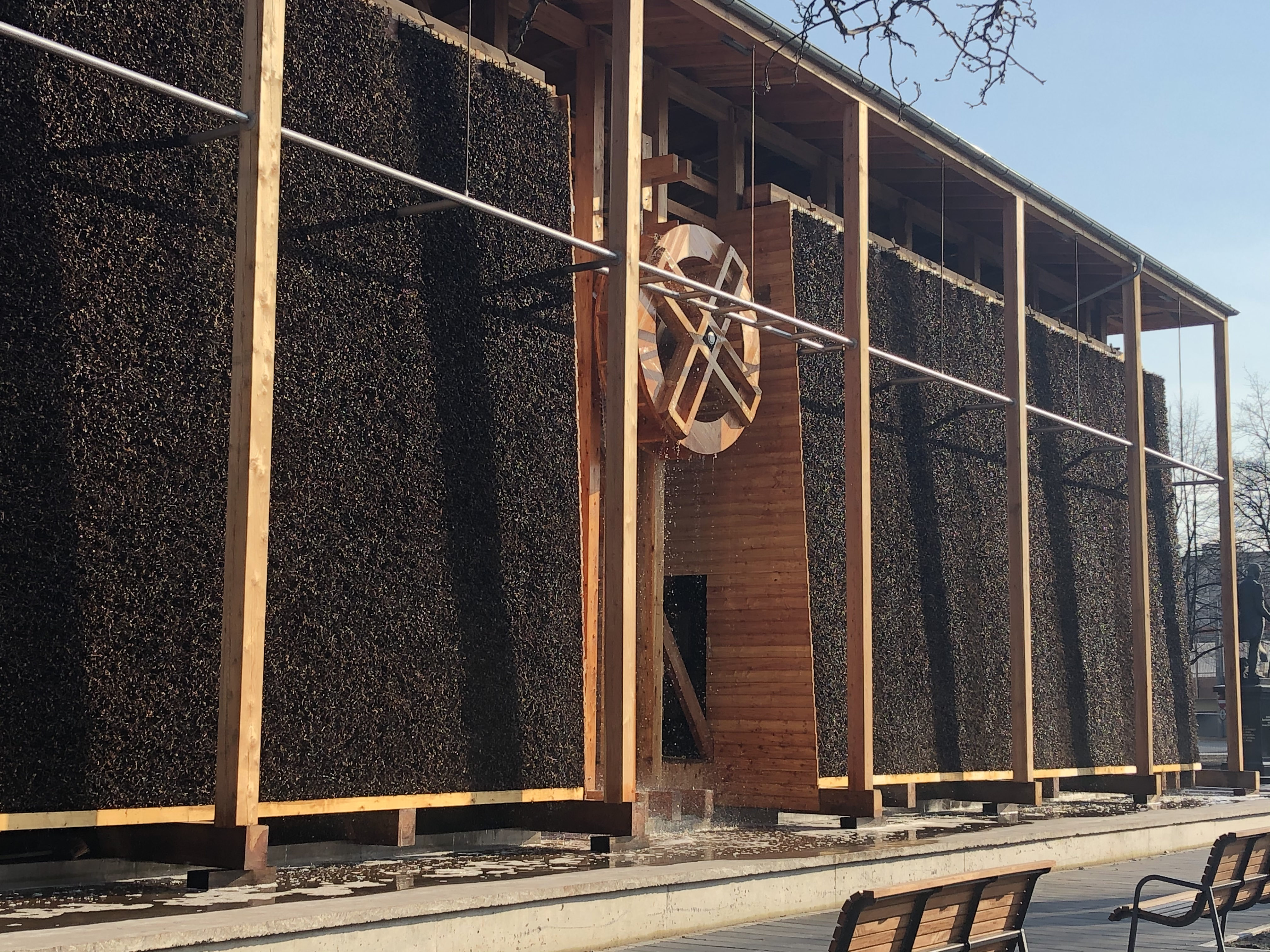
Tężnia w Chorzowie

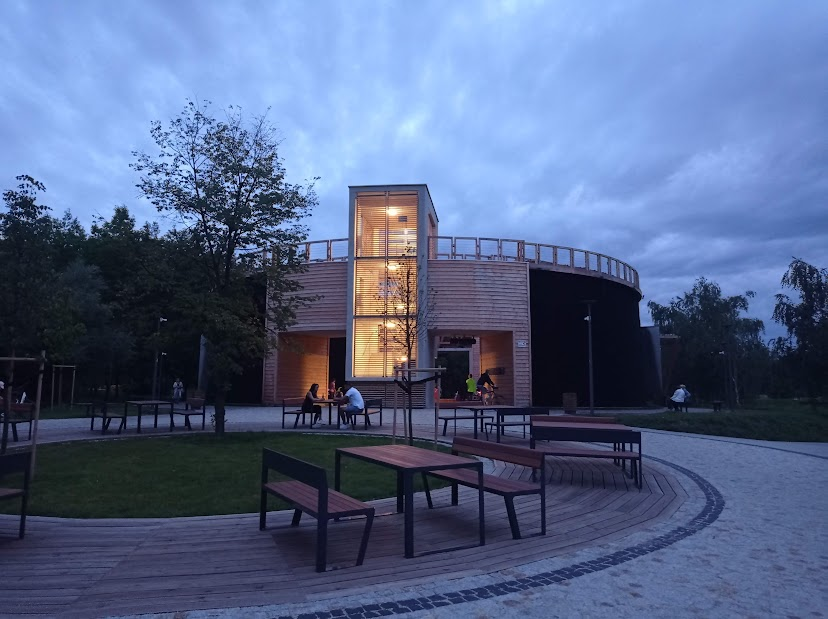
Tężnie solankowe, Park Cegielnia, Żory 2023

Tężnia, gradiernia – budowla z drewna i gałęzi tarniny służąca do zwiększania stężenia soli w solance przez jej częściowe odparowanie. Tężnie służyły w przeszłości do uzyskiwania soli kuchennej, obecnie jako potężne inhalatoria w kurortach.

## Historia
Najstarsze pozostałości tężni solankowych w Europie pochodzą z przełomu II/IV wieku. W 2014 odkryto szczątki fundamentów 4 lub 5 tężni w okolicach Inowrocławia. Największa tężnia miała powierzchnię 200 m² i podobna była do dzisiejszych budowli tego typu. Pierwotnie, w XVII–XVIII w. na drewniane konstrukcje pokryte gałązkami tarniny wylewano szuflami solankę, która rozpryskiwała się na gałązkach i spływała do zbiornika pod tężnią. Proces ten wielokrotnie powtarzano, co pozwalało uzyskać większą gęstość solanki. Dzięki temu zabiegowi podczas warzenia zużywano mniej energii cieplnej potrzebnej do odparowania wody z solanki i krystalizacji soli. Zastosowanie pomp pozwoliło na budowanie o wiele wyższych tężni o wielusetmetrowej długości. Nie zmieniło to zasady działania tężni, solanka grawitacyjnie spływała po gałęziach tarniny.

## Budowa
Tężnie wznoszono zazwyczaj w postaci długich, kilkunastometrowej wysokości budowli o długości nawet do kilkuset metrów. Wnętrze drewnianej konstrukcji wypełnione jest wiązkami gałązek tarniny, na które z góry spływa solanka, rozbijając się o poszczególne gałązki. Pod tężnią zwykle znajduje się basen do odbioru solanki. Celem całego procesu jest uzyskanie co najmniej 16% (maksymalnie ok. 27%) roztworu NaCl w wodzie. Proces tężenia mocno uzależniony jest od pogody. Podczas słonecznego i wietrznego dnia parowanie jest najintensywniejsze, co daje najlepsze efekty, w dni deszczowe i mgliste tężenie nie następuje prawie w ogóle. W dniach niekorzystnych oraz w nocy odłącza się dopływ solanki.
Ze względu na dużą i mokrą powierzchnię tężnie wychwytują efektywnie zanieczyszczenia z powietrza. Stwierdzono to w 1996 r., badając zawartość radioizotopów w złożach soli pobranych z tężni w Ciechocinku, z miejsc, gdzie gałęzie tarniny nie były wymieniane od 1985 r. Wykryto wówczas wyraźnie podwyższoną zawartość izotopów cezu (Cs-134 i Cs-137) pochodzących z katastrofy w Czarnobylskiej Elektrowni Jądrowej z 1986 r., w porównaniu z ich ilością w soli z tych tężni dostępnej handlowo w 1996 r. Zawartość Cs-137 była 25× wyższa, natomiast Cs-134 o czasie połowicznego rozpadu ok. 2 lat został wykryty jedynie w dawnym złożu, w śladowych ilościach. Pomimo podwyższonego poziomu promieniowanie pochodzące od cezu stanowiło jedynie ok. 10% promieniowania naturalnego w Ciechocinku.

## Lecznictwo
Rozwój innych sposobów pozyskiwania soli oraz wzrost znaczenia balneologii w lecznictwie spowodował, że tężnie stały się miejscem służącym do zażywania inhalacji powstałego w ich otoczeniu specyficznego aerozolu. Mikroklimat powstały wokół tężni wykorzystywany jest w profilaktyce i leczeniu schorzeń górnych dróg oddechowych, zapalenia zatok, rozedmy płuc, nadciśnienia tętniczego, alergii, nerwicy wegetatywnej i w przypadku ogólnego wyczerpania.
Powstawanie bogatych w sole aerozoli podczas produkcji było efektem niepożądanym, gdyż prowadziło do utraty soli, natomiast w inhalacji największe znaczenie ma właśnie skład aerozolu. Tężnie konstruowane w celach leczniczych różnią się nieco od tężni produkcyjnych. Przede wszystkim solanka spływa głównie po ścianach, które są pionowe (a nie rozszerzające się u podstawy), by stworzyć jak największą ilość leczniczej mgiełki.

## Polskie tężnie

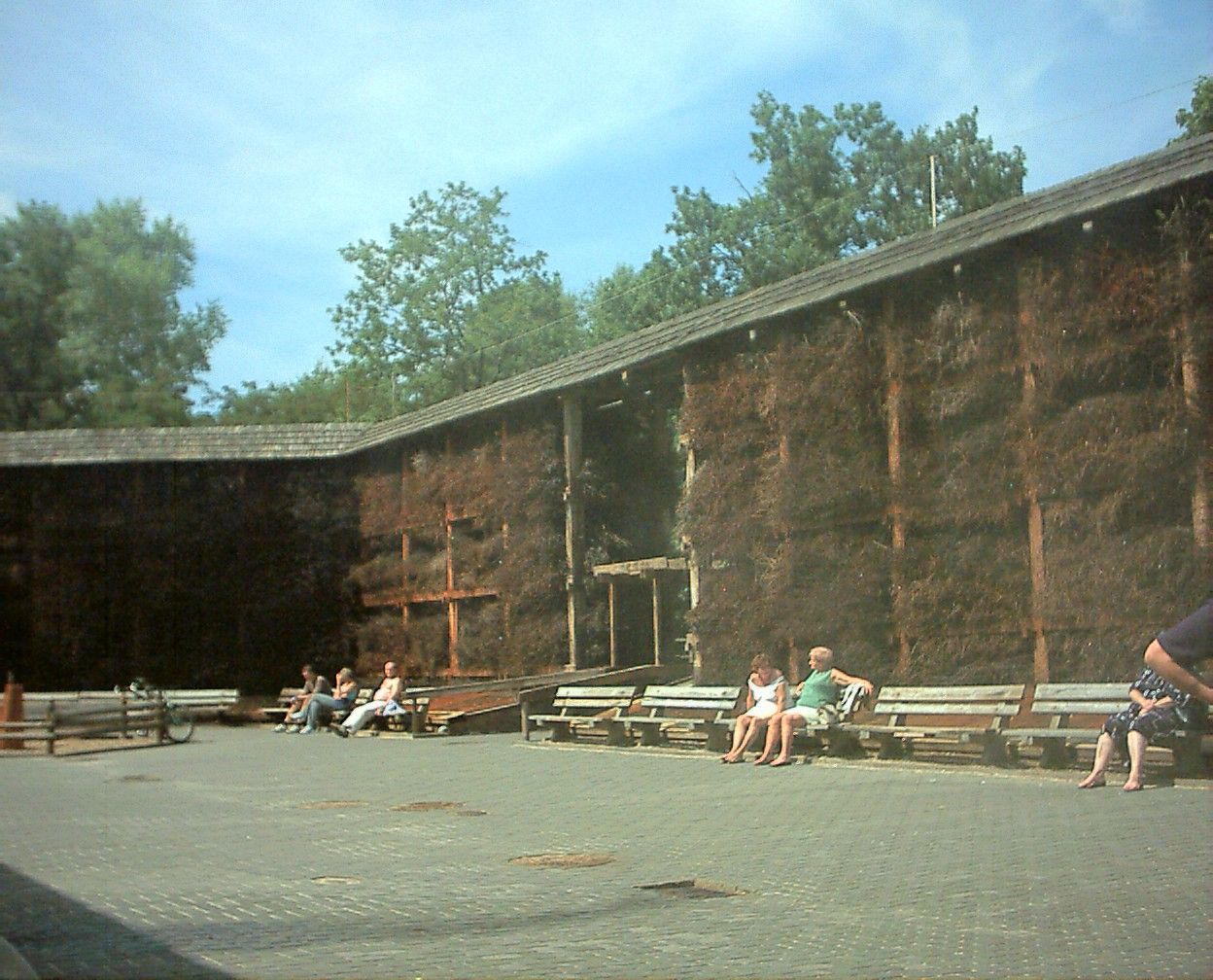
Tężnia w Konstancinie-Jeziornie

Największe w Europie i najstarsze (XIX wiek) polskie tężnie znajdują się w Ciechocinku (woj. kujawsko-pomorskie). Oprócz tężni w Ciechocinku w Polsce znajdują się XX-wieczne tężnie w Konstancinie pod Warszawą i Inowrocławiu oraz wiele tężni i minitężni zbudowanych w XXI wieku.
Do obiektu budowlanego podobnego do tężni można zaliczyć kaskadę solankową w Sołonce koło Rzeszowa, która powstała w 2010 roku. Tężnia na pl. Hallera w Warszawie uzyskała dwie nagrody architektoniczne. Architekt Bogdan Kulczyński zbudował pod Warszawą dom z tężnią.

## Kontrowersje dotyczące minitężni
W Polsce powstaje coraz więcej miejskich minitężni, mających poprawić jakość powietrza i zdrowie mieszkańców. Jednak jeśli używana tam solanka nie pochodzi ze zlokalizowanego w pobliżu źródła solanki, a podawana jest do zbiornika zwykle na początku sezonu, zazwyczaj przez wiele tygodni krąży wówczas w obiegu zamkniętym. Dodatkowo do niecki, gdzie spływa, mają dostęp ludzie i zwierzęta, ponadto solanka zanieczyszczana jest przez ptaki, pozostawiające tam swoje odchody. W rezultacie takie minitężnie pełne są niebezpiecznych bakterii m.in. pałeczki okrężnicy (E. coli), paciorkowca kałowego (E. faecalis) oraz laseczki zgorzeli gazowej (C. perfringens), stanowiących poważne zagrożenie dla ludzi i mogących wywoływać groźne choroby.